# جان كونيو
جان كونيو (بالفرنسية: Jean Cugnot)‏ هو متسابق دراجات هوائية فرنسي ولد في يوم 3 أغسطس 1899 في باريس. أبرز إنجازاته هو فوزه بميداليتين ذهبية وبرونزية في دورة الألعاب الأولمبية الصيفية 1924 في باريس. توفي في يوم 25 يونيو 1933.